# Minotetrastichus pallidocinctus
Minotetrastichus pallidocinctus är en stekelart som först beskrevs av Charles Joseph Gahan 1932.  Minotetrastichus pallidocinctus ingår i släktet Minotetrastichus och familjen finglanssteklar. Inga underarter finns listade i Catalogue of Life.